# 樂聲影城
樂聲影城（LUX CINEMA）原名樂聲大戲院，1964年創立時為全台灣最大的電影院，座落於台北市萬華區武昌街與昆明街交界，位於西門町電影街。2014年設備裝潢翻新。

## 歷史沿革
- 1964年（民國53年）8月6日，樂聲大戲院成立，由時任台北市長高玉樹主持揭幕儀式，為當時台灣最大的戲院。樂聲大戲院採用美國西方電子70釐米最新式放映機，和120瓦六聲帶八音路的立體發音機，聲光效果極佳。開幕放映的第一部電影，是米高梅於1962年發行的《西部開拓史》（How the West Was Won）[1]。其後周陳玉樹出售今日新、豪華戲院一帶土地，契約附有但書規定購得土地者一定要蓋戲院，這就是日新威秀影城、In89豪華數位影院的由來，也因此使武昌街順理成章地成為新的電影街[2]。
- 1971年（民國60年），周陳玉樹聘請周宜得出任三「聲」戲院（樂聲、新聲、國聲合稱）排片經理，周宜得與八大影業代表關係熟稔，選片眼光獨到，活用三「聲」戲院「跑片」聯映，因此在其12年經理生涯中，樂聲片源不成問題[3]。
- 1983年（民國72年）3月1日，含樂聲在內台北市21家戲院為抑止黃牛現象，開始實施預售票制度[4]。
- 1984年（民國73年），周陳玉樹之子周信雄接任樂聲業務，經常出國考察先進國家的戲院，因此在杜比音響及小廳的改裝方面，樂聲都領先當時西門町的競爭對手[5]。
- 1993年（民國82年）5月14日，首部入圍坎城影展競賽項目的台灣電影《戲夢人生》於樂聲舉辦首映，時任行政院長連戰蒞臨致詞[6]。
- 1995年（民國84年），包括樂聲在內的西門町大戲院掀起設備更新熱潮，紛紛裝置SRD或DTS、SDDS等音響系統[7]。
- 1999年（民國88年），獲選為優良戲院。
- 2000年（民國89年），獲選為優良戲院。
- 2005年（民國94年），樂聲創辦人周陳玉樹辭世。
- 2008年（民國97年）12月3日，舉辦電影《畫皮》首映會，兩位女主角趙薇、周迅均蒞臨現場[8]。
- 2009年（民國98年）2月18日，舉辦電影《葉問》首映會，主角甄子丹蒞臨現場[9]。
- 2012年（民國101年）3月21日，舉辦電影《飢餓遊戲》首映會，演員柯佳嬿、大慶蒞臨現場，並舉辦「雞餓遊戲-大胃王比賽」[10]。
- 2012年（民國101年）12月16日，於樂聲廣場舉辦蕭亞軒「愛無畏Super Girl」預購簽唱會[11]。
- 2013年（民國102年）2月2日，於樂聲廣場舉辦楊丞琳「為愛啟丞」專輯簽唱會[12]。
- 2013年（民國102年）2月，引進世界知名廠牌Christie最新技術之「X4K Duo」雙4K投影放映系統。
- 2013年（民國102年）2月26日，於樂聲廣場舉辦國片《天后之戰》首映典禮，請到嘉義縣朴子市配天宮媽祖親臨現場[13]。
- 2013年（民國102年）5月，推出「LUX Club樂聲俱樂部會員卡」，結合購票優惠與合作店家福利，掀起一波入會熱潮。
- 2013年（民國102年）6月30日，霹靂布袋戲「霹靂震寰宇之刀龍傳說」於樂聲廣場舉辦記者會，藝人洪棠cosplay成「太息公」造型出席[14]。
- 2013年（民國102年）11月，全面封館裝修，翻新影廳設備並追加第5廳，並於翌年（2014年）1月開幕。
- 2014年（民國103年）3月14日，樂聲影城線上訂票系統正式上線。
- 2014年（民國103年）3月17日，推出官方應用程式「樂聲.app」iOS版，提供查詢場次及訂票服務。
- 2014年（民國103年）3月6日，舉辦電影《天註定》全球首映會，導演賈樟柯、文化部長龍應台、前民進黨主席施明德均蒞臨現場[15]。
- 2014年（民國103年）3月28日，於樂聲廣場舉辦王若琳新專輯「午夜劇院」MV首映會[16]。
- 2014年（民國103年）4月11日，推出官方應用程式「樂聲.app」Android版。
- 2014年（民國103年）6月9日，樂聲影城 Facebook 粉絲頁開辦「樂聲章魚哥」活動，首創定期預測票房得獎活動類型。
- 2014年（民國103年）6月，與Häagen-Dazs合作推出獨家Häagen-Dazs限定套票，電影票加上Häagen-Dazs冰淇淋只要299元[17]。
- 2014年（民國103年）7月27日，和After Dark Cinema暗光鳥電影院合作推出暗光鳥影展，利用深夜時段播放小眾奇典電影[18]。
- 2014年（民國103年）8月20日，宣佈24小時不打烊全天營業，成為台灣首間24小時營業的電影院[19]。
- 2020年（民國109年）5月19日，推出虛擬電影院（英语：Virtual cinema）[20]。

## 代理款侵吞事件
2012年起電影圈聞人、樂聲影城董事長張心望被王雪紅旗下公司威望國際控告侵吞代理電影款項1534多萬台幣。
2006年起王雪紅意圖跨足電影圈出資成立由外甥陳主望主導的威望國際，陳主望由於中文不佳所以委託好友張心望出任兼職總經理，實質控制公司，2012年6月，威望國際認為張心望涉及背信、侵占之嫌，召開董事會後將張心望解職，其內控密查結論認為總經理明知可直接向國外電影片商購買電影授權，卻故意多找一美國中間商JOHNNY LIN(林威)於中間牽線，林威報價過高產生價差，之後價差有1534多萬流向張心望又另成立的人頭公司「藝都會公司」，雙方法律戰開始後張心望三度獲不起訴，其中只有部分小案被檢方認定侵吞97萬多元，判決張心望背信罪6個月並易科罰金，而主案一直不被認定。
但王雪紅一方堅持繼續控告，要求詳查內情，北檢第四度偵查後，2018年認定張涉背信而起訴。

## 影城概要

### 1廳（特大廳）
2013年耗資千萬打造旗艦特大廳，提供792座位，使用Spectro巨型數位影廳銀幕、Christie「X4K Duo」雙4K投影放映系統、杜比數位伺服器(Dolby DSS220-UK)、杜比3D立體眼鏡(Dolby3D Glasses-U.K)、杜比Dolby 7.1(UK)、一體成形高級座椅等配備，並設有無障礙空間。

### 2廳（大廳）
提供218名座位數，配有杜比數位伺服器(Dolby DSS220-UK)、杜比3D立體眼鏡(Dolby3D Glasses-U.K)、杜比Dolby 7.1(UK)、一體成形高級座椅，並設有無障礙空間。

### 3廳、4廳、5廳
樂聲影城另設有3廳、4廳、5廳，分別可容納78、49及41位觀眾，亦適合小型活動包場，配有杜比數位伺服器(Dolby DSS220-UK)、杜比3D立體眼鏡(Dolby3D Glasses-U.K)、杜比Dolby 7.1(UK)、一體成形高級座椅等配備，並設有無障礙空間。

## X4K Duo 特大廳
2013年引進曾為IMAX指定使用之放映機的Christie：「X4K Duo」4K雙機投影放映系統，搭配寬達20米、高10米的Spectro巨幅銀幕及Dolby 7.1聲道系統。
「X4K Duo」4K雙機投影放映系統具備高亮度、高解析度、超寬視角及高彩度等優勢的放映效果，雙投影時仍能維持4K影像銳利度，高達68,000流明的亮度，樂聲特大廳僅用90％亮度即達標6 fl.，自稱全台最亮。

## 樂聲廣場 LUX PLAZA
西門町中唯一緊鄰並隸屬電影院的大型活動場地，可容納近300人。無死角及樑柱等障礙物，內建舞台，可舉辦走秀、展覽、表演等各類型活動。廣場尺寸約200坪

## 外部連結
- 樂聲影城官方網站 （页面存档备份，存于）
- 樂聲線上訂票系統 （页面存档备份，存于）
- 樂聲影城的Facebook專頁
- YouTube上的樂聲影城頻道